# عروس دریایی معمولی
عروس دریایی معمولی (نام علمی: Aurelia aurita) نام یک گونه از رده فنجان‌زیان است.
This mermaid has other weddings, no heart, no brain, no bones